# Ellisina profunda
Ellisina profunda is een mosdiertjessoort uit de familie van de Ellisinidae. De wetenschappelijke naam van de soort is voor het eerst geldig gepubliceerd in 1991 door Moyano.